# Quercus hinckleyi
Quercus hinckleyi és un tipus de roure que pertany a la família de les fagàcies. Està dins de la secció dels roures blancs del gènere Quercus.

## Descripció
Aquest roure és un arbust que creix com un matoll espès i atapeït i no fa més d'1,5 metres d'altura. Les tiges, molt ramificades, estan recobertes d'escorça grisa i escamosa i les branques més petites, de vegades, són de color marró i cerosa. Les fulles fan fins a 1,5 cm de llarg per 1,5 d'ample i tenen dents grans i molt separades entre si, s'assemblen a les fulles del grèvol. Les fulles són coriàcies, ceroses, i de color blau-verd. El fruit és una gla 1 a 1,5 centímetres d'ample a la tapa, la nou en fa fins a 2 centímetres de llarg.

## Distribució i hàbitat
Aquesta espècie rara de roure creix a Texas als Estats Units, on només hi creix en dos comptats: a Brewster i als Comtats de Presidio de Texas occidental. També es poden trobar a l'altra banda de la frontera a Mèxic. La planta creix en un hàbitat sobre substrats calcaris com un matoll, en el Desert de Chihuahua.
 L'arbre creix en sòls molt rocosos i de vegades en les esquerdes d'afloraments calcaris sòlids.

La principal raó de la raresa d'aquesta planta no és degut per la pèrdua d'hàbitat, sinó que ha estat la implicació del canvi climàtic perquè el clima actual en la seva àrea nativa és massa seca. Està en la llista federal d'espècies amenaçades dels Estats Units. Era més abundant fa 10.000 anys, quan aquesta regió de Texas era més humida. Hi ha abundants registres fossilitzats de glans d'aquesta espècie en els abocadors dels rosegadors de l'època. Potser, fins i tot han estat una espècie dominant. Hi ha al voltant de 10 poblacions a Texas. La majoria de les poblacions es troben al Big Bend Ranch State Park.

## Taxonomia
Quercus hinckleyi va ser descrita per Cornelius Herman Muller i publicat a Contributions from the Texas Research Foundation, Botanical Studies 1: 40, pl. 11. 1951.
Etimologia
Quercus: nom genèric del llatí que designava igualment al roure i a l'alzina.
hinckleyi: epítet